# William Proxmire
Edward William Proxmire, né le 11 novembre 1915 à Lake Forest (Illinois) et mort le 15 décembre 2005 à Sykesville (Maryland), est un homme politique américain, membre du Parti démocrate, sénateur du Wisconsin au Congrès des États-Unis de 1957 à 1989. Il est connu du grand public pour ses campagnes contre les dépenses excessives du gouvernement fédéral. 

## Biographie
Élu d'abord à l'Assemblée de l'État du Wisconsin entre 1951 et 1952, il remporta, en 1957, un scrutin par lequel il remplaça au Sénat Joseph McCarthy. De 1975 à 1988, il soutint les Golden Fleece Awards, remis à des organismes ou personnalités luttant contre les structures gouvernementales. En dehors de ses tentatives de restrictions budgétaires, Proxmire reste célèbre pour un discours où il évoquait le besoin urgent de ratifier un traité condamnant ouvertement le génocide. Après son départ du Sénat, Herb Kohl lui succède.
Sa discipline personnelle : il courait tous les jours, refusait toute donation financière lors de ses campagnes électorales et ne rata jamais aucune session du Sénat pendant plus de 20 ans.